# Primera División de México PRODE 1985
El Torneo PRODE 1985 fue la edición XLIV del campeonato mexicano de liga en la Primera División y uno de los dos torneos cortos en los que se dividió la temporada 1985-1986, comenzó el 12 de julio y concluyó el 6 de octubre. Lo anterior debido a la elección de México como sede de la Copa Mundial de Fútbol de 1986, que motivó a los directivos a organizar una exhaustiva preparación de la Selección mexicana, por lo que decidieron concentrar a los jugadores durante un año, marginándolos de la disputa del torneo de liga. Con ello, y en consecuencia, se optó por dividir la liga en dos torneos cada uno con liguilla y campeón propio.
En él jugaron 20 equipos, divididos en 4 grupos de 5. El sistema de clasificación se basó en que los primeros 2 lugares de cada grupo avanzaron a una liguilla eliminatoria con enfrentamientos cruzados entre los calificados de cada grupo, llegando así hasta una final que definiría al campeón. Cada equipo únicamente jugó 8 encuentros de fase regular, ya que solamente se enfrentaron los equipos de grupo entre sí, a doble ronda. La fase final del torneo se vio afectada debido al terremoto del 19 de septiembre por lo que el entonces presidente de la república, Miguel de la Madrid, declaró tres días de duelo nacional y los partidos se pospusieron por unos días.
El torneo más corto de la historia se definió con la mayor remontada en la historia de las finales de liga, luego de que el bicampeón vigente América venciera en tiempos extras en el Estadio Azteca, a Tampico Madero con marcador 4-0, esto después de haber perdido la ida en el Estadio Tamaulipas 1-4. Con ello América alcanzaría el tricampeonato de liga. En esta temporada regresó al máximo circuito como campeón de la Segunda División el Irapuato, sustituyendo al descendido Zacatepec.
A pesar de que desde su comienzo fue un torneo oficial organizado por la Federación Mexicana de Fútbol, cuando este finalizó, no se contaba con una autorización de FIFA para considerarlo un torneo de liga, debido a que su formato era atípico para la época. Sin embargo, entre finales de 1986 y principios de 1987 dicha autorización llegó y el campeonato fue declarado y reconocido como un campeonato de Primera División, por lo que es correctamente contabilizado en todas las estadísticas del fútbol mexicano. Así, el América participó en la Copa de Campeones de la Concacaf de 1987 como campeón del fútbol mexicano.
Su legalidad fue discutida en su momento por el entonces presidente de la Federación Mexicana de Fútbol, Rafael del Castillo, quien, en su opinión, lo declaró no oficial porque no había descendido ningún equipo en el torneo. No obstante, en entrevistas posteriores, el mismo Rafael del Castillo argumentó que el torneo fue oficial y es bien adjudicado a la institución que lo ganó.
En el torneo se disputó una bolsa de 10 millones de pesos que otorgó Pronósticos Deportivos y algunos equipos lo utilizaron para probar jugadores jóvenes, estos en su mayoría cuadros capitalinos, dado que fue mínima la cantidad de futbolistas del resto del país que reforzaron a la Selección de México, siendo el América y los Pumas de la UNAM la base del combinado mexicano.

## Sistema de competencia
Los veinte participantes fueron divididos en cuatro grupos de cinco equipos cada uno; en ellos se disputan la fase regular bajo un sistema de liga, es decir, todos contra todos a visita recíproca, únicamente contra los rivales de su sector; con un criterio de puntuación que otorga dos unidades por victoria, una por empate y cero por derrota. 
Clasifican a la disputa de la fase final por el título, el primer y segundo lugar de cada grupo (sin importar su ubicación en la tabla general). Los equipos clasificados son ubicados del 1 al 8 en duelos cruzados (es decir 1 vs 8, 2 vs 7, 3 vs 6 y 4 vs 5), se enfrentaban en rondas ida-vuelta o eliminación directa. 
La definición de los partidos de la fase final tomarían como criterio el marcador global al final de los dos partidos. De haber empate en este, se alargaría el juego de vuelta a la disputa de dos tiempos extras de 15 minutos cada uno, y posteriormente Tiros desde el punto penal, hasta que se produjera un ganador. 
Los criterios de desempate para definir todas las posiciones serían la Diferencia de goles entre tantos anotados y los recibidos, después se consideraría el gol average o promedio de goles y finalmente la cantidad de goles anotados.

## Equipos participantes

### Ascensos y descensos
| Pos | Ascendido de la Segunda División 1984-85 |
| --- | ---------------------------------------- |
| 4º  | Irapuato                                 |

| Pos         | Descendido en la Primera División 1984-85 |
| ----------- | ----------------------------------------- |
| 19° (Prom.) | Zacatepec                                 |

### Equipos por Entidad Federativa
| Monterrey Tigres Tampico Madero A. Potosino A. Morelia Leones Negros Atlas Guadalajara Tecos de la U.A.G. Club León Irapuato Necaxa Puebla Coyotes Toluca América Cruz Azul Atlante UNAM | \| Entidad Federativa \| N.º \| Equipos \| \| ------------------ \| --- \| ------------------------------------------ \| \| Distrito Federal \| 5 \| América, Atlante, Cruz Azul, Necaxa y UNAM \| \| Jalisco \| 4 \| Atlas, Guadalajara, UAG y U de G \| \| Nuevo León \| 2 \| Monterrey y UANL \| \| Estado de México \| 2 \| Toluca y Neza \| \| Guanajuato \| 2 \| León e Irapuato \| \| Puebla \| 2 \| Puebla y Ángeles de Puebla \| \| San Luis Potosí \| 1 \| Atlético Potosino \| \| Michoacán \| 1 \| Morelia \| \| Tamaulipas \| 1 \| Tampico Madero \| |                                            |
| Entidad Federativa | N.º | Equipos                                    |
| Distrito Federal | 5 | América, Atlante, Cruz Azul, Necaxa y UNAM |
| Jalisco | 4 | Atlas, Guadalajara, UAG y U de G           |
| Nuevo León | 2 | Monterrey y UANL                           |
| Estado de México | 2 | Toluca y Neza                              |
| Guanajuato | 2 | León e Irapuato                            |
| Puebla | 2 | Puebla y Ángeles de Puebla                 |
| San Luis Potosí | 1 | Atlético Potosino                          |
| Michoacán | 1 | Morelia                                    |
| Tamaulipas | 1 | Tampico Madero                             |

### Información sobre los equipos participantes
| Equipo                     | Sede                                    | Estadio                |
| -------------------------- | --------------------------------------- | ---------------------- |
| América                    | Ciudad de México                        | Azteca                 |
| Ángeles de Puebla          | Puebla, Puebla                          | Cuauhtémoc             |
| Atlante                    | Ciudad de México                        | Azulgrana              |
| Atlas                      | Guadalajara, Jalisco                    | Jalisco                |
| Atlético Morelia           | Morelia, Michoacán                      | Venustiano Carranza    |
| Atlético Potosino          | San Luis Potosí, San Luis Potosí        | Plan de San Luis       |
| Cruz Azul                  | Ciudad de México                        | Azteca                 |
| Guadalajara                | Guadalajara, Jalisco                    | Jalisco                |
| Irapuato                   | Irapuato, Guanajuato                    | Irapuato               |
| León                       | León, Guanajuato                        | León                   |
| Monterrey                  | Monterrey, Nuevo León                   | Tecnológico            |
| Necaxa                     | Ciudad de México                        | Azteca                 |
| Neza                       | Ciudad Nezahualcóyotl, Estado de México | José López Portillo    |
| Puebla                     | Puebla, Puebla                          | Cuauhtémoc             |
| Tampico Madero             | Tampico, Tamaulipas                     | Tamaulipas             |
| Tecos UAG                  | Zapopan, Jalisco                        | Tres de Marzo          |
| Tigres UANL                | Monterrey, Nuevo León                   | Universitario de N.L.  |
| Toluca                     | Toluca, México                          | Toluca 70              |
| Universidad de Guadalajara | Guadalajara, Jalisco                    | Jalisco                |
| UNAM                       | Ciudad de México                        | Olímpico Universitario |

## Clasificación final
| Pos. | Equipo            | Pts. | PJ | G | E | P | GF | GC | Dif. | Clasificación                   |
| ---- | ----------------- | ---- | -- | - | - | - | -- | -- | ---- | ------------------------------- |
| 1    | Puebla            | 13   | 8  | 5 | 3 | 0 | 21 | 8  | +13  | Cuartos de final de la liguilla |
| 2    | América (C)       | 12   | 8  | 5 | 2 | 1 | 17 | 8  | +9   | Cuartos de final de la liguilla |
| 3    | Atlante           | 11   | 8  | 4 | 3 | 1 | 11 | 7  | +4   | Cuartos de final de la liguilla |
| 4    | Cruz Azul         | 11   | 8  | 4 | 3 | 1 | 7  | 4  | +3   | Cuartos de final de la liguilla |
| 5    | Tampico Madero    | 10   | 8  | 5 | 0 | 3 | 21 | 12 | +9   | Cuartos de final de la liguilla |
| 6    | U de G            | 10   | 8  | 3 | 4 | 1 | 13 | 10 | +3   | Cuartos de final de la liguilla |
| 7    | Guadalajara       | 10   | 8  | 4 | 2 | 2 | 12 | 10 | +2   | Cuartos de final de la liguilla |
| 8    | Ángeles de Puebla | 9    | 8  | 3 | 3 | 2 | 13 | 13 | 0    |                                 |
| 9    | Atlético Morelia  | 8    | 8  | 4 | 0 | 4 | 16 | 10 | +6   | Cuartos de final de la liguilla |
| 10   | Toluca            | 8    | 8  | 3 | 2 | 3 | 8  | 12 | −4   |                                 |
| 11   | Tecos UAG         | 7    | 8  | 2 | 3 | 3 | 8  | 7  | +1   |                                 |
| 12   | Necaxa            | 7    | 8  | 2 | 3 | 3 | 6  | 8  | −2   |                                 |
| 13   | UNAM              | 7    | 8  | 3 | 1 | 4 | 11 | 15 | −4   |                                 |
| 14   | Coyotes Neza      | 7    | 8  | 2 | 3 | 3 | 12 | 18 | −6   |                                 |
| 15   | León              | 7    | 8  | 2 | 3 | 3 | 8  | 15 | −7   |                                 |
| 16   | Atlas             | 5    | 8  | 2 | 1 | 5 | 11 | 11 | 0    |                                 |
| 17   | Irapuato          | 5    | 8  | 1 | 3 | 4 | 8  | 14 | −6   |                                 |
| 18   | Monterrey         | 5    | 8  | 1 | 3 | 4 | 10 | 20 | −10  |                                 |
| 19   | Tigres            | 4    | 8  | 1 | 2 | 5 | 8  | 13 | −5   |                                 |
| 20   | Atlético Potosino | 4    | 8  | 0 | 4 | 4 | 5  | 11 | −6   |                                 |

 Fuente: RSSSF

### Grupos

#### Grupo 1
| Pos. | Equipo           | Pts. | PJ | G | E | P | GF | GC | Dif. | Clasificación                   |     | TMA | AMO | TOL | UNAM | LEO |
| ---- | ---------------- | ---- | -- | - | - | - | -- | -- | ---- | ------------------------------- | --- | --- | --- | --- | ---- | --- |
| 1    | Tampico Madero   | 10   | 8  | 5 | 0 | 3 | 21 | 12 | +9   | Cuartos de final de la liguilla |     | —   | 1–2 | 4–1 | 4–1  | 5–0 |
| 2    | Atlético Morelia | 8    | 8  | 4 | 0 | 4 | 16 | 10 | +6   | Cuartos de final de la liguilla |     | 5–2 | —   | 0–1 | 3–1  | 4–0 |
| 3    | Toluca           | 8    | 8  | 3 | 2 | 3 | 8  | 12 | −4   |                                 |     | 0–1 | 1–0 | —   | 2–1  | 2–2 |
| 4    | UNAM             | 7    | 8  | 3 | 1 | 4 | 11 | 15 | −4   |                                 | 3–2 | 2–1 | 3–0 | —   | 0–0  |     |
| 5    | León             | 7    | 8  | 2 | 3 | 3 | 8  | 15 | −7   |                                 | 0–2 | 2–1 | 1–1 | 3–0 | —    |     |

 Fuente: RSSSF

#### Grupo 2
| Pos. | Equipo    | Pts. | PJ | G | E | P | GF | GC | Dif. | Clasificación                   |     | PUE | UDG | NEZ | ATS | MTY |
| ---- | --------- | ---- | -- | - | - | - | -- | -- | ---- | ------------------------------- | --- | --- | --- | --- | --- | --- |
| 1    | Puebla    | 13   | 8  | 5 | 3 | 0 | 21 | 8  | +13  | Cuartos de final de la liguilla |     | —   | 3–0 | 3–3 | 1–0 | 5–1 |
| 2    | U de G    | 10   | 8  | 3 | 4 | 1 | 13 | 10 | +3   | Cuartos de final de la liguilla |     | 1–1 | —   | 4–1 | 4–3 | 2–0 |
| 3    | Neza      | 7    | 8  | 2 | 3 | 3 | 12 | 18 | −6   |                                 |     | 1–5 | 1–1 | —   | 1–0 | 1–1 |
| 4    | Atlas     | 5    | 8  | 2 | 1 | 5 | 11 | 11 | 0    |                                 | 0–1 | 0–0 | 2–1 | —   | 4–0 |     |
| 5    | Monterrey | 5    | 8  | 1 | 3 | 4 | 10 | 20 | −10  |                                 | 2–2 | 1–1 | 2–3 | 3–2 | —   |     |

 Fuente: RSSSF

#### Grupo 3
| Pos. | Equipo            | Pts. | PJ | G | E | P | GF | GC | Dif. | Clasificación                   |     | ATL | CAZ | UAG | NEC | ATP |
| ---- | ----------------- | ---- | -- | - | - | - | -- | -- | ---- | ------------------------------- | --- | --- | --- | --- | --- | --- |
| 1    | Atlante           | 11   | 8  | 4 | 3 | 1 | 11 | 7  | +4   | Cuartos de final de la liguilla |     | —   | 0–0 | 3–2 | 3–2 | 2–0 |
| 2    | Cruz Azul         | 11   | 8  | 4 | 3 | 1 | 7  | 4  | +3   | Cuartos de final de la liguilla |     | 1–0 | —   | 1–0 | 1–0 | 1–1 |
| 3    | Tecos UAG         | 7    | 8  | 2 | 3 | 3 | 8  | 7  | +1   |                                 |     | 1–2 | 0–0 | —   | 2–0 | 2–0 |
| 4    | Necaxa            | 7    | 8  | 2 | 3 | 3 | 6  | 8  | −2   |                                 | 0–0 | 2–1 | 0–0 | —   | 0–0 |     |
| 5    | Atlético Potosino | 4    | 8  | 0 | 4 | 4 | 5  | 11 | −6   |                                 | 1–1 | 1–2 | 1–1 | 1–2 | —   |     |

 Fuente: RSSSF

#### Grupo 4
| Pos. | Equipo            | Pts. | PJ | G | E | P | GF | GC | Dif. | Clasificación                   |     | AME | GDL | ANG | IRA | TIG |
| ---- | ----------------- | ---- | -- | - | - | - | -- | -- | ---- | ------------------------------- | --- | --- | --- | --- | --- | --- |
| 1    | América (C)       | 12   | 8  | 5 | 2 | 1 | 17 | 8  | +9   | Cuartos de final de la liguilla |     | —   | 1–0 | 4–1 | 5–1 | 2–1 |
| 2    | Guadalajara       | 10   | 8  | 4 | 2 | 2 | 12 | 10 | +2   | Cuartos de final de la liguilla |     | 3–1 | —   | 2–1 | 0–2 | 2–2 |
| 3    | Ángeles de Puebla | 9    | 8  | 3 | 3 | 2 | 13 | 13 | 0    |                                 |     | 2–2 | 0–0 | —   | 2–1 | 2–1 |
| 4    | Irapuato          | 5    | 8  | 1 | 3 | 4 | 8  | 14 | −6   |                                 | 0–0 | 2–3 | 2–2 | —   | 0–0 |     |
| 5    | Tigres            | 4    | 8  | 1 | 2 | 5 | 8  | 13 | −5   |                                 | 0–2 | 1–2 | 1–3 | 2–0 | —   |     |

 Fuente: RSSSF

## Máximos goleadores
| Nombre                | Club              | Goles |
| --------------------- | ----------------- | ----- |
| Sergio Lira           | Tampico-Madero    | 10    |
| Daniel Brailovsky     | América           | 6     |
| Ricardo Peláez        | América           | 6     |
| José Casellas         | Atlante           | 5     |
| Mario Díaz            | Atlético Morelia  | 5     |
| Ricardo Márquez       | Atlético Morelia  | 5     |
| Paul Moreno           | Puebla            | 5     |
| Miguel Ángel Casanova | Ángeles de Puebla | 4     |
| Ricardo Ferretti      | Deportivo Neza    | 4     |
| Miguel Ángel Gómez    | Ángeles de Puebla | 4     |
| Rafael Lira           | Irapuato          | 4     |
| Jaime Pajarito        | Guadalajara       | 4     |
| Jorge Patiño          | Ángeles de Puebla | 4     |
| Armando Romero        | Cruz Azul         | 4     |
| Omar Arellano         | Guadalajara       | 3     |

## Liguilla
|  | Cuartos de final                                                           | Cuartos de final                                                           | Cuartos de final                                                           | Cuartos de final                                                           | Cuartos de final                                                           |   |   | Semifinales                                                           | Semifinales                                                           | Semifinales                                                           | Semifinales                                                           | Semifinales                                                           |  |   | Final                                                    | Final                                                    | Final                                                    | Final                                                    | Final                                                    |  |
|  | 11 y 12 de septiembre de 1985 (ida) 16 y 17 de septiembre de 1985 (vuelta) | 11 y 12 de septiembre de 1985 (ida) 16 y 17 de septiembre de 1985 (vuelta) | 11 y 12 de septiembre de 1985 (ida) 16 y 17 de septiembre de 1985 (vuelta) | 11 y 12 de septiembre de 1985 (ida) 16 y 17 de septiembre de 1985 (vuelta) | 11 y 12 de septiembre de 1985 (ida) 16 y 17 de septiembre de 1985 (vuelta) |   |   | 19 y 26 de septiembre de 1985 (ida) 29 de septiembre de 1985 (vuelta) | 19 y 26 de septiembre de 1985 (ida) 29 de septiembre de 1985 (vuelta) | 19 y 26 de septiembre de 1985 (ida) 29 de septiembre de 1985 (vuelta) | 19 y 26 de septiembre de 1985 (ida) 29 de septiembre de 1985 (vuelta) | 19 y 26 de septiembre de 1985 (ida) 29 de septiembre de 1985 (vuelta) |  |   | 3 de octubre de 1985 (ida) 6 de octubre de 1985 (vuelta) | 3 de octubre de 1985 (ida) 6 de octubre de 1985 (vuelta) | 3 de octubre de 1985 (ida) 6 de octubre de 1985 (vuelta) | 3 de octubre de 1985 (ida) 6 de octubre de 1985 (vuelta) | 3 de octubre de 1985 (ida) 6 de octubre de 1985 (vuelta) |  |
|  |                                                                            |                                                                            |                                                                            |                                                                            |                                                                            |   |   |                                                                       |                                                                       |                                                                       |                                                                       |                                                                       |  |   |                                                          |                                                          |                                                          |                                                          |                                                          |  |
|  |                                                                            |                                                                            |                                                                            |                                                                            |                                                                            |   |   |                                                                       |                                                                       |                                                                       |                                                                       |                                                                       |  |   |                                                          |                                                          |                                                          |                                                          |                                                          |  |
|  | 2                                                                          | América                                                                    | 2                                                                          | 1                                                                          | 3                                                                          |   |   |                                                                       |                                                                       |                                                                       |                                                                       |                                                                       |  |   |                                                          |                                                          |                                                          |                                                          |                                                          |  |
|  | 2                                                                          | América                                                                    | 2                                                                          | 1                                                                          | 3                                                                          |   |   |                                                                       |                                                                       |                                                                       |                                                                       |                                                                       |  |   |                                                          |                                                          |                                                          |                                                          |                                                          |  |
|  | 6                                                                          | U de G                                                                     | 0                                                                          | 1                                                                          | 1                                                                          |   |   |                                                                       |                                                                       |                                                                       |                                                                       |                                                                       |  |   |                                                          |                                                          |                                                          |                                                          |                                                          |  |
|  | 6                                                                          | U de G                                                                     | 0                                                                          | 1                                                                          | 1                                                                          |   | 2 | América                                                               | 2                                                                     | 3                                                                     | 5                                                                     |                                                                       |  |   |                                                          |                                                          |                                                          |                                                          |                                                          |  |
|  |                                                                            |                                                                            |                                                                            |                                                                            |                                                                            |   | 2 | América                                                               | 2                                                                     | 3                                                                     | 5                                                                     |                                                                       |  |   |                                                          |                                                          |                                                          |                                                          |                                                          |  |
|  |                                                                            |                                                                            | 3                                                                          | Atlante                                                                    | 2                                                                          | 1 | 3 |                                                                       |                                                                       |                                                                       |                                                                       |                                                                       |  |   |                                                          |                                                          |                                                          |                                                          |                                                          |  |
|  | 3                                                                          | Atlante                                                                    | 3                                                                          | Atlante                                                                    | 2                                                                          | 1 | 3 | 2                                                                     | 3                                                                     | 5                                                                     |                                                                       |                                                                       |  |   |                                                          |                                                          |                                                          |                                                          |                                                          |  |
|  | 3                                                                          | Atlante                                                                    |                                                                            |                                                                            |                                                                            |   |   |                                                                       |                                                                       | 5                                                                     |                                                                       |                                                                       |  |   |                                                          |                                                          |                                                          |                                                          |                                                          |  |
|  | 8                                                                          | Atlético Morelia                                                           | 1                                                                          | 0                                                                          | 1                                                                          |   |   |                                                                       |                                                                       |                                                                       |                                                                       |                                                                       |  |   |                                                          |                                                          |                                                          |                                                          |                                                          |  |
|  | 8                                                                          | Atlético Morelia                                                           | 1                                                                          | 0                                                                          | 1                                                                          |   |   |                                                                       |                                                                       |                                                                       |                                                                       |                                                                       |  | 2 | América (t.s.)                                           | 1                                                        | 4                                                        | 5                                                        |                                                          |  |
|  |                                                                            |                                                                            |                                                                            |                                                                            |                                                                            |   |   |                                                                       |                                                                       |                                                                       |                                                                       |                                                                       |  | 2 | América (t.s.)                                           | 1                                                        | 4                                                        | 5                                                        |                                                          |  |
|  |                                                                            |                                                                            | 5                                                                          | Tampico Madero                                                             | 4                                                                          | 0 | 4 |                                                                       |                                                                       |                                                                       |                                                                       |                                                                       |  |   |                                                          |                                                          |                                                          |                                                          |                                                          |  |
|  | 1                                                                          | Puebla                                                                     | 5                                                                          | Tampico Madero                                                             | 4                                                                          | 0 | 4 | 0                                                                     | 1                                                                     | 1                                                                     |                                                                       |                                                                       |  |   |                                                          |                                                          |                                                          |                                                          |                                                          |  |
|  | 1                                                                          | Puebla                                                                     |                                                                            |                                                                            |                                                                            |   |   |                                                                       |                                                                       | 1                                                                     |                                                                       |                                                                       |  |   |                                                          |                                                          |                                                          |                                                          |                                                          |  |
|  | 7                                                                          | Guadalajara                                                                | 0                                                                          | 0                                                                          | 0                                                                          |   |   |                                                                       |                                                                       |                                                                       |                                                                       |                                                                       |  |   |                                                          |                                                          |                                                          |                                                          |                                                          |  |
|  | 7                                                                          | Guadalajara                                                                | 0                                                                          | 0                                                                          | 0                                                                          |   | 1 | Puebla                                                                | 2                                                                     | 2                                                                     | 4                                                                     |                                                                       |  |   |                                                          |                                                          |                                                          |                                                          |                                                          |  |
|  |                                                                            |                                                                            |                                                                            |                                                                            |                                                                            |   | 1 | Puebla                                                                | 2                                                                     | 2                                                                     | 4                                                                     |                                                                       |  |   |                                                          |                                                          |                                                          |                                                          |                                                          |  |
|  |                                                                            |                                                                            | 5                                                                          | Tampico Madero                                                             | 4                                                                          | 1 | 5 |                                                                       |                                                                       |                                                                       |                                                                       |                                                                       |  |   |                                                          |                                                          |                                                          |                                                          |                                                          |  |
|  | 4                                                                          | Cruz Azul                                                                  | 5                                                                          | Tampico Madero                                                             | 4                                                                          | 1 | 5 | 1                                                                     | 1                                                                     | 2                                                                     |                                                                       |                                                                       |  |   |                                                          |                                                          |                                                          |                                                          |                                                          |  |
|  | 4                                                                          | Cruz Azul                                                                  |                                                                            |                                                                            |                                                                            |   |   |                                                                       |                                                                       | 2                                                                     |                                                                       |                                                                       |  |   |                                                          |                                                          |                                                          |                                                          |                                                          |  |
|  | 5                                                                          | Tampico Madero                                                             | 2                                                                          | 2                                                                          | 4                                                                          |   |   |                                                                       |                                                                       |                                                                       |                                                                       |                                                                       |  |   |                                                          |                                                          |                                                          |                                                          |                                                          |  |
|  | 5                                                                          | Tampico Madero                                                             | 2                                                                          | 2                                                                          | 4                                                                          |   |   |                                                                       |                                                                       |                                                                       |                                                                       |                                                                       |  |   |                                                          |                                                          |                                                          |                                                          |                                                          |  |
|  |                                                                            |                                                                            |                                                                            |                                                                            |                                                                            |   |   |                                                                       |                                                                       |                                                                       |                                                                       |                                                                       |  |   |                                                          |                                                          |                                                          |                                                          |                                                          |  |

### Final de ida
| 1     | POR   | Hugo Pineda         |     |
| 21    | DEF   | José Luis Aldrete   |     |
| 3     | DEF   | Eduardo Rergis      |     |
| 4     | DEF   | Roberto da Silva    |     |
| 22    | DEF   | Sergio de los Cobos | 70' |
| 8     | MED   | Benjamín Galindo    |     |
| 6     | MED   | Francisco Fernández |     |
|       | MED   | Manuel Guillén      | 50' |
| 15    | DEL   | César Santiago      |     |
|       | DEL   | Julio Franco        |     |
| 11    | DEL   | Sergio Lira         |     |
| D. T. | D. T. | Carlos Reinoso      |     |

| 1     | POR   | Hector Miguel Zelada |     |
| 20    | DEF   | Manuel Rodríguez     |     |
| 4     | DEF   | Alfredo Tena         |     |
| 32    | DEF   | Efraín Herrera       |     |
| 2     | DEF   | Vinicio Bravo        |     |
| 11    | MED   | Cristóbal Ortega     |     |
| 19    | MED   | Roberto Alderete     | 78' |
| 10    | MED   | Eduardo Bacas        |     |
| 7     | DEL   | Gonzalo Farfán       |     |
| 9     | DEL   | Ricardo Peláez       |     |
| 6     | DEL   | Juan Antonio Luna    |     |
| D. T. | D. T. | Miguel Ángel López   |     |

|  | Defensa | Guadalupe Zavala  | 50' |
|  | Defensa | Francisco Sánchez | 70' |

| 17 | Delantero | Efraín Munguía | 78' |

| 30' · 60' (pen.) · 78' · 82' | José Luis Aldrete Sergio Lira Francisco Fernández César Santiago | 1:0 2:1 3:1 4:1 |

| 47' | Cristóbal Ortega | 1:1 |

| Principal  | Marco Antonio Dorantes  |
| Asistentes | Enrique Mendoza Guillén |

| 1     | POR   | Hugo Pineda         |     |
| 21    | DEF   | José Luis Aldrete   |     |
| 3     | DEF   | Eduardo Rergis      |     |
| 4     | DEF   | Roberto da Silva    |     |
| 22    | DEF   | Sergio de los Cobos | 70' |
| 8     | MED   | Benjamín Galindo    |     |
| 6     | MED   | Francisco Fernández |     |
|       | MED   | Manuel Guillén      | 50' |
| 15    | DEL   | César Santiago      |     |
|       | DEL   | Julio Franco        |     |
| 11    | DEL   | Sergio Lira         |     |
| D. T. | D. T. | Carlos Reinoso      |     |

| 1     | POR   | Hector Miguel Zelada |     |
| 20    | DEF   | Manuel Rodríguez     |     |
| 4     | DEF   | Alfredo Tena         |     |
| 32    | DEF   | Efraín Herrera       |     |
| 2     | DEF   | Vinicio Bravo        |     |
| 11    | MED   | Cristóbal Ortega     |     |
| 19    | MED   | Roberto Alderete     | 78' |
| 10    | MED   | Eduardo Bacas        |     |
| 7     | DEL   | Gonzalo Farfán       |     |
| 9     | DEL   | Ricardo Peláez       |     |
| 6     | DEL   | Juan Antonio Luna    |     |
| D. T. | D. T. | Miguel Ángel López   |     |

|  | Defensa | Guadalupe Zavala  | 50' |
|  | Defensa | Francisco Sánchez | 70' |

| 17 | Delantero | Efraín Munguía | 78' |

| 30' · 60' (pen.) · 78' · 82' | José Luis Aldrete Sergio Lira Francisco Fernández César Santiago | 1:0 2:1 3:1 4:1 |

| 47' | Cristóbal Ortega | 1:1 |

| Principal  | Marco Antonio Dorantes  |
| Asistentes | Enrique Mendoza Guillén |

| 1     | POR   | Hugo Pineda         |     |
| 21    | DEF   | José Luis Aldrete   |     |
| 3     | DEF   | Eduardo Rergis      |     |
| 4     | DEF   | Roberto da Silva    |     |
| 22    | DEF   | Sergio de los Cobos | 70' |
| 8     | MED   | Benjamín Galindo    |     |
| 6     | MED   | Francisco Fernández |     |
|       | MED   | Manuel Guillén      | 50' |
| 15    | DEL   | César Santiago      |     |
|       | DEL   | Julio Franco        |     |
| 11    | DEL   | Sergio Lira         |     |
| D. T. | D. T. | Carlos Reinoso      |     |

| 1     | POR   | Hector Miguel Zelada |     |
| 20    | DEF   | Manuel Rodríguez     |     |
| 4     | DEF   | Alfredo Tena         |     |
| 32    | DEF   | Efraín Herrera       |     |
| 2     | DEF   | Vinicio Bravo        |     |
| 11    | MED   | Cristóbal Ortega     |     |
| 19    | MED   | Roberto Alderete     | 78' |
| 10    | MED   | Eduardo Bacas        |     |
| 7     | DEL   | Gonzalo Farfán       |     |
| 9     | DEL   | Ricardo Peláez       |     |
| 6     | DEL   | Juan Antonio Luna    |     |
| D. T. | D. T. | Miguel Ángel López   |     |

|  | Defensa | Guadalupe Zavala  | 50' |
|  | Defensa | Francisco Sánchez | 70' |

| 17 | Delantero | Efraín Munguía | 78' |

| 30' · 60' (pen.) · 78' · 82' | José Luis Aldrete Sergio Lira Francisco Fernández César Santiago | 1:0 2:1 3:1 4:1 |

| 47' | Cristóbal Ortega | 1:1 |

| Principal  | Marco Antonio Dorantes  |
| Asistentes | Enrique Mendoza Guillén |

| 1     | POR   | Hugo Pineda         |     |
| 21    | DEF   | José Luis Aldrete   |     |
| 3     | DEF   | Eduardo Rergis      |     |
| 4     | DEF   | Roberto da Silva    |     |
| 22    | DEF   | Sergio de los Cobos | 70' |
| 8     | MED   | Benjamín Galindo    |     |
| 6     | MED   | Francisco Fernández |     |
|       | MED   | Manuel Guillén      | 50' |
| 15    | DEL   | César Santiago      |     |
|       | DEL   | Julio Franco        |     |
| 11    | DEL   | Sergio Lira         |     |
| D. T. | D. T. | Carlos Reinoso      |     |

| 1     | POR   | Hector Miguel Zelada |     |
| 20    | DEF   | Manuel Rodríguez     |     |
| 4     | DEF   | Alfredo Tena         |     |
| 32    | DEF   | Efraín Herrera       |     |
| 2     | DEF   | Vinicio Bravo        |     |
| 11    | MED   | Cristóbal Ortega     |     |
| 19    | MED   | Roberto Alderete     | 78' |
| 10    | MED   | Eduardo Bacas        |     |
| 7     | DEL   | Gonzalo Farfán       |     |
| 9     | DEL   | Ricardo Peláez       |     |
| 6     | DEL   | Juan Antonio Luna    |     |
| D. T. | D. T. | Miguel Ángel López   |     |

|  | Defensa | Guadalupe Zavala  | 50' |
|  | Defensa | Francisco Sánchez | 70' |

| 17 | Delantero | Efraín Munguía | 78' |

| 30' · 60' (pen.) · 78' · 82' | José Luis Aldrete Sergio Lira Francisco Fernández César Santiago | 1:0 2:1 3:1 4:1 |

| 47' | Cristóbal Ortega | 1:1 |

| Principal  | Marco Antonio Dorantes  |
| Asistentes | Enrique Mendoza Guillén |

### Final de vuelta
| 1     | POR   | Héctor Miguel Zelada |     |
| 20    | DEF   | Manuel Rodríguez     | 30' |
| 4     | DEF   | Alfredo Tena         |     |
| 32    | DEF   | Efraín Herrera       |     |
| 2     | DEF   | Vinicio Bravo        |     |
| 11    | MED   | Cristóbal Ortega     |     |
| 6     | MED   | Juan Antonio Luna    |     |
| 10    | MED   | Eduardo Bacas        |     |
| 17    | DEL   | Efraín Munguía       |     |
| 9     | DEL   | Ricardo Peláez       |     |
| 7     | DEL   | Gonzalo Farfán       | 75' |
| D. T. | D. T. | Miguel Ángel López   |     |

| 32    | POR   | Pilar Reyes         |     |
| 21    | DEF   | José Luis Aldrete   |     |
| 3     | DEF   | Eduardo Rergis      |     |
| 4     | DEF   | Roberto da Silva    |     |
| 22    | DEF   | Sergio De los Cobos |     |
| 8     | MED   | Benjamín Galindo    |     |
|       | MED   | Guadalupe Zavala    |     |
| 6     | MED   | Francisco Fernández |     |
|       | MED   | Manuel Guillén      | 71' |
| 15    | DEL   | César Santiago      | 64' |
| 11    | DEL   | Sergio Lira         |     |
| D. T. | D. T. | Carlos Reinoso      |     |

| 34 | Centrocampista | Jorge Martínez | 30' |
| 16 | Delantero      | Ramón Ireta    | 75' |

|  | Centrocampista | Martín Reyna | 64' |
|  | Delantero      | Julio Franco | 71' |

| 54' · 57' (pen.) · 80' · 119' (pen.) | Ricardo Peláez Eduardo Bacas Ramón Ireta Eduardo Bacas | 1:0 2:0 3:0 4:0 |

| · 56' | Alfredo Tena Ricardo Peláez |

| · 55' · | Guadalupe Zavala Sergio de los Cobos Eduardo Rergis |

| Principal  | Arturo Brizio   |
| Asistentes | Joaquín Urrea   |
|            | Edgardo Codesal |

| 1     | POR   | Héctor Miguel Zelada |     |
| 20    | DEF   | Manuel Rodríguez     | 30' |
| 4     | DEF   | Alfredo Tena         |     |
| 32    | DEF   | Efraín Herrera       |     |
| 2     | DEF   | Vinicio Bravo        |     |
| 11    | MED   | Cristóbal Ortega     |     |
| 6     | MED   | Juan Antonio Luna    |     |
| 10    | MED   | Eduardo Bacas        |     |
| 17    | DEL   | Efraín Munguía       |     |
| 9     | DEL   | Ricardo Peláez       |     |
| 7     | DEL   | Gonzalo Farfán       | 75' |
| D. T. | D. T. | Miguel Ángel López   |     |

| 32    | POR   | Pilar Reyes         |     |
| 21    | DEF   | José Luis Aldrete   |     |
| 3     | DEF   | Eduardo Rergis      |     |
| 4     | DEF   | Roberto da Silva    |     |
| 22    | DEF   | Sergio De los Cobos |     |
| 8     | MED   | Benjamín Galindo    |     |
|       | MED   | Guadalupe Zavala    |     |
| 6     | MED   | Francisco Fernández |     |
|       | MED   | Manuel Guillén      | 71' |
| 15    | DEL   | César Santiago      | 64' |
| 11    | DEL   | Sergio Lira         |     |
| D. T. | D. T. | Carlos Reinoso      |     |

| 34 | Centrocampista | Jorge Martínez | 30' |
| 16 | Delantero      | Ramón Ireta    | 75' |

|  | Centrocampista | Martín Reyna | 64' |
|  | Delantero      | Julio Franco | 71' |

| 54' · 57' (pen.) · 80' · 119' (pen.) | Ricardo Peláez Eduardo Bacas Ramón Ireta Eduardo Bacas | 1:0 2:0 3:0 4:0 |

| · 56' | Alfredo Tena Ricardo Peláez |

| · 55' · | Guadalupe Zavala Sergio de los Cobos Eduardo Rergis |

| Principal  | Arturo Brizio   |
| Asistentes | Joaquín Urrea   |
|            | Edgardo Codesal |

| 1     | POR   | Héctor Miguel Zelada |     |
| 20    | DEF   | Manuel Rodríguez     | 30' |
| 4     | DEF   | Alfredo Tena         |     |
| 32    | DEF   | Efraín Herrera       |     |
| 2     | DEF   | Vinicio Bravo        |     |
| 11    | MED   | Cristóbal Ortega     |     |
| 6     | MED   | Juan Antonio Luna    |     |
| 10    | MED   | Eduardo Bacas        |     |
| 17    | DEL   | Efraín Munguía       |     |
| 9     | DEL   | Ricardo Peláez       |     |
| 7     | DEL   | Gonzalo Farfán       | 75' |
| D. T. | D. T. | Miguel Ángel López   |     |

| 32    | POR   | Pilar Reyes         |     |
| 21    | DEF   | José Luis Aldrete   |     |
| 3     | DEF   | Eduardo Rergis      |     |
| 4     | DEF   | Roberto da Silva    |     |
| 22    | DEF   | Sergio De los Cobos |     |
| 8     | MED   | Benjamín Galindo    |     |
|       | MED   | Guadalupe Zavala    |     |
| 6     | MED   | Francisco Fernández |     |
|       | MED   | Manuel Guillén      | 71' |
| 15    | DEL   | César Santiago      | 64' |
| 11    | DEL   | Sergio Lira         |     |
| D. T. | D. T. | Carlos Reinoso      |     |

| 34 | Centrocampista | Jorge Martínez | 30' |
| 16 | Delantero      | Ramón Ireta    | 75' |

|  | Centrocampista | Martín Reyna | 64' |
|  | Delantero      | Julio Franco | 71' |

| 54' · 57' (pen.) · 80' · 119' (pen.) | Ricardo Peláez Eduardo Bacas Ramón Ireta Eduardo Bacas | 1:0 2:0 3:0 4:0 |

| · 56' | Alfredo Tena Ricardo Peláez |

| · 55' · | Guadalupe Zavala Sergio de los Cobos Eduardo Rergis |

| Principal  | Arturo Brizio   |
| Asistentes | Joaquín Urrea   |
|            | Edgardo Codesal |

| 1     | POR   | Héctor Miguel Zelada |     |
| 20    | DEF   | Manuel Rodríguez     | 30' |
| 4     | DEF   | Alfredo Tena         |     |
| 32    | DEF   | Efraín Herrera       |     |
| 2     | DEF   | Vinicio Bravo        |     |
| 11    | MED   | Cristóbal Ortega     |     |
| 6     | MED   | Juan Antonio Luna    |     |
| 10    | MED   | Eduardo Bacas        |     |
| 17    | DEL   | Efraín Munguía       |     |
| 9     | DEL   | Ricardo Peláez       |     |
| 7     | DEL   | Gonzalo Farfán       | 75' |
| D. T. | D. T. | Miguel Ángel López   |     |

| 32    | POR   | Pilar Reyes         |     |
| 21    | DEF   | José Luis Aldrete   |     |
| 3     | DEF   | Eduardo Rergis      |     |
| 4     | DEF   | Roberto da Silva    |     |
| 22    | DEF   | Sergio De los Cobos |     |
| 8     | MED   | Benjamín Galindo    |     |
|       | MED   | Guadalupe Zavala    |     |
| 6     | MED   | Francisco Fernández |     |
|       | MED   | Manuel Guillén      | 71' |
| 15    | DEL   | César Santiago      | 64' |
| 11    | DEL   | Sergio Lira         |     |
| D. T. | D. T. | Carlos Reinoso      |     |

| 34 | Centrocampista | Jorge Martínez | 30' |
| 16 | Delantero      | Ramón Ireta    | 75' |

|  | Centrocampista | Martín Reyna | 64' |
|  | Delantero      | Julio Franco | 71' |

| 54' · 57' (pen.) · 80' · 119' (pen.) | Ricardo Peláez Eduardo Bacas Ramón Ireta Eduardo Bacas | 1:0 2:0 3:0 4:0 |

| · 56' | Alfredo Tena Ricardo Peláez |

| · 55' · | Guadalupe Zavala Sergio de los Cobos Eduardo Rergis |

| Principal  | Arturo Brizio   |
| Asistentes | Joaquín Urrea   |
|            | Edgardo Codesal |

|                    |
| Campeón PRODE 1985 |
| América            |

|                             |
| América Campeón 6.º título. |